# Brug 6
Brug 6 is een vaste brug in Amsterdam-Centrum. De verkeersbrug verbindt de Paleisstraat met de Gasthuismolensteeg. Ze overspant daarbij de Singel. Ten zuidoosten van de brug staat het Bungehuis.

## Geschiedenis
Er ligt hier al eeuwen een brug. Op de kaart van Joan Blaeu uit circa 1649 staat de brug al ingetekend, maar deze brug is ook als ophaalburg ingetekend op de kaart van Balthasar Florisz. van Berckenrode uit 1625, dan tussen de Mole Steech (Het Paleis op de Dam werd pas in 1665 als stadhuis opgeleverd) en Mole Straat. Later kwam hier een vaste brug die in 1876 afgetopt moest worden; de helling waren te steil voor het gangbare verkeer (denk aan paard en wagen en het plannen voor een paardentram alhier). George Hendrik Breitner schilderde de brug nog als welfbrug en even later als zijnde afgetopt. Ook Jacob Olie legde de brug vast.
Alhoewel de Gasthuismolensteeg een van de drukste straten van Amsterdam (het was een van de eerste straten waarin in de 17e eeuw al eenrichtingsverkeer bestond) was, tot aan de opening van de Raadhuisstraat, is er relatief weinig bekend over deze brug. Ze werd regelmatig onderhouden en verbreed, want het maakte deel uit van de (bijna) vaste routes die koningen en koninginnen gebruikten bij hun tochten door de stad, zo ook bij de kroning van Wilhelmina der Nederlanden in 1898. In 1995 werd de brug benoemd tot gemeentelijk monument.
De brug kreeg als officieuze benaming Gasthuismolenbrug, een vernoeming naar de straat, die op zich een vernoeming is naar een molen, die vermoedelijk eind 16e eeuw al gesloopt is. De molen stond op de plaats waar de huidige Paleisstraat de Singel kruist. Gasthuis verwijst naar het Sint-Elizabethsgasthuis, dat hier stond. In 2016 trok de gemeente alle officieuze vernoemingen in en ging de brug anoniem (dat wil zeggen alleen met nummer) door het leven. Een van de redenen daarvoor is dat brug 218 als bijnaam Gasthuisbrug had, een verwijzing naar het Binnengasthuis. Utrecht kent een officiële  Gasthuismolenbrug.   

## Afbeeldingen

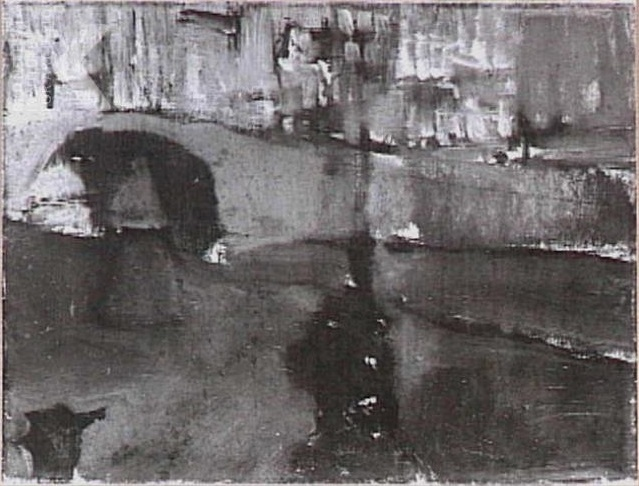
De welfbrug door Breitner
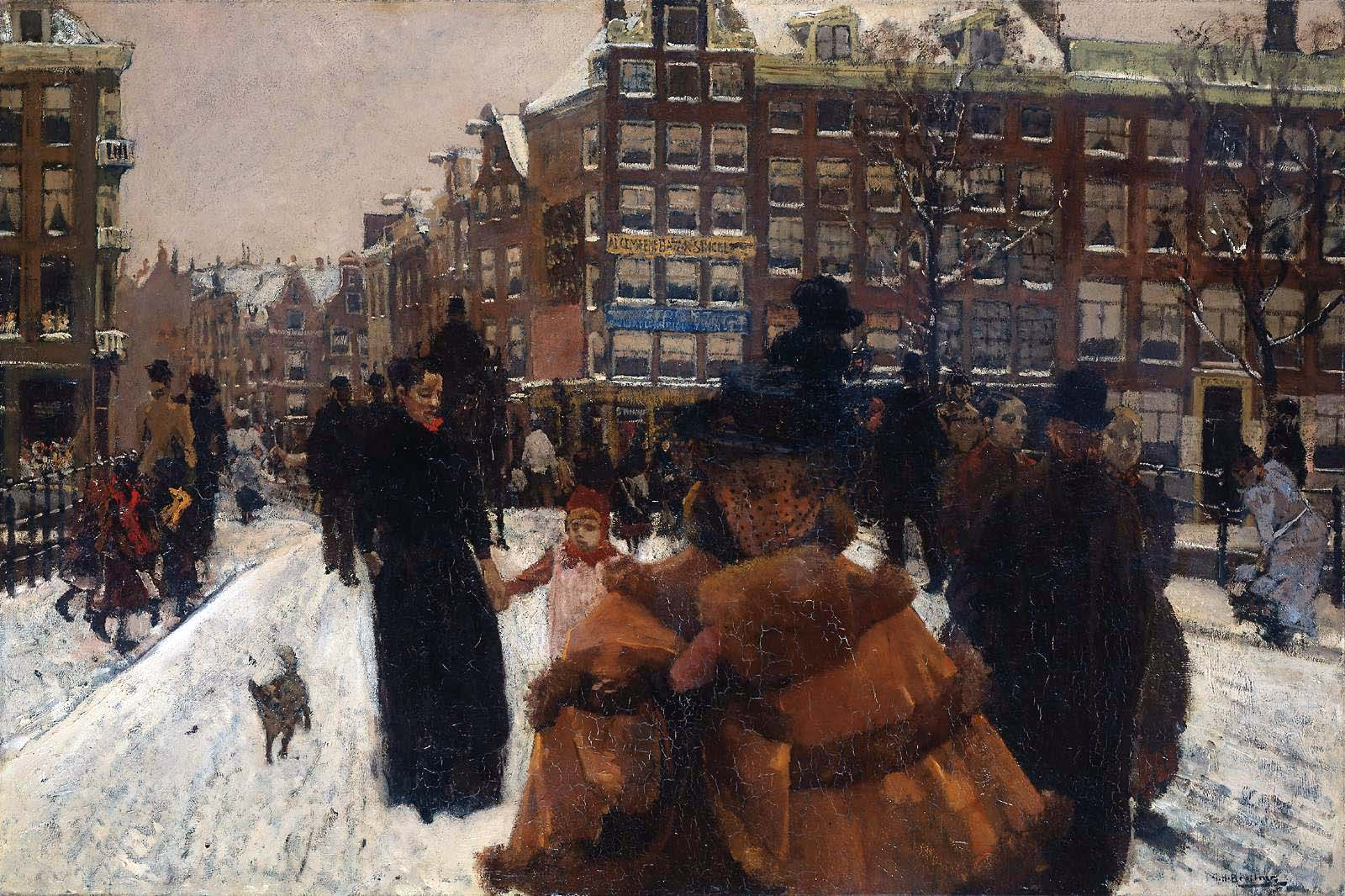
De brug in 1890, verlaagd
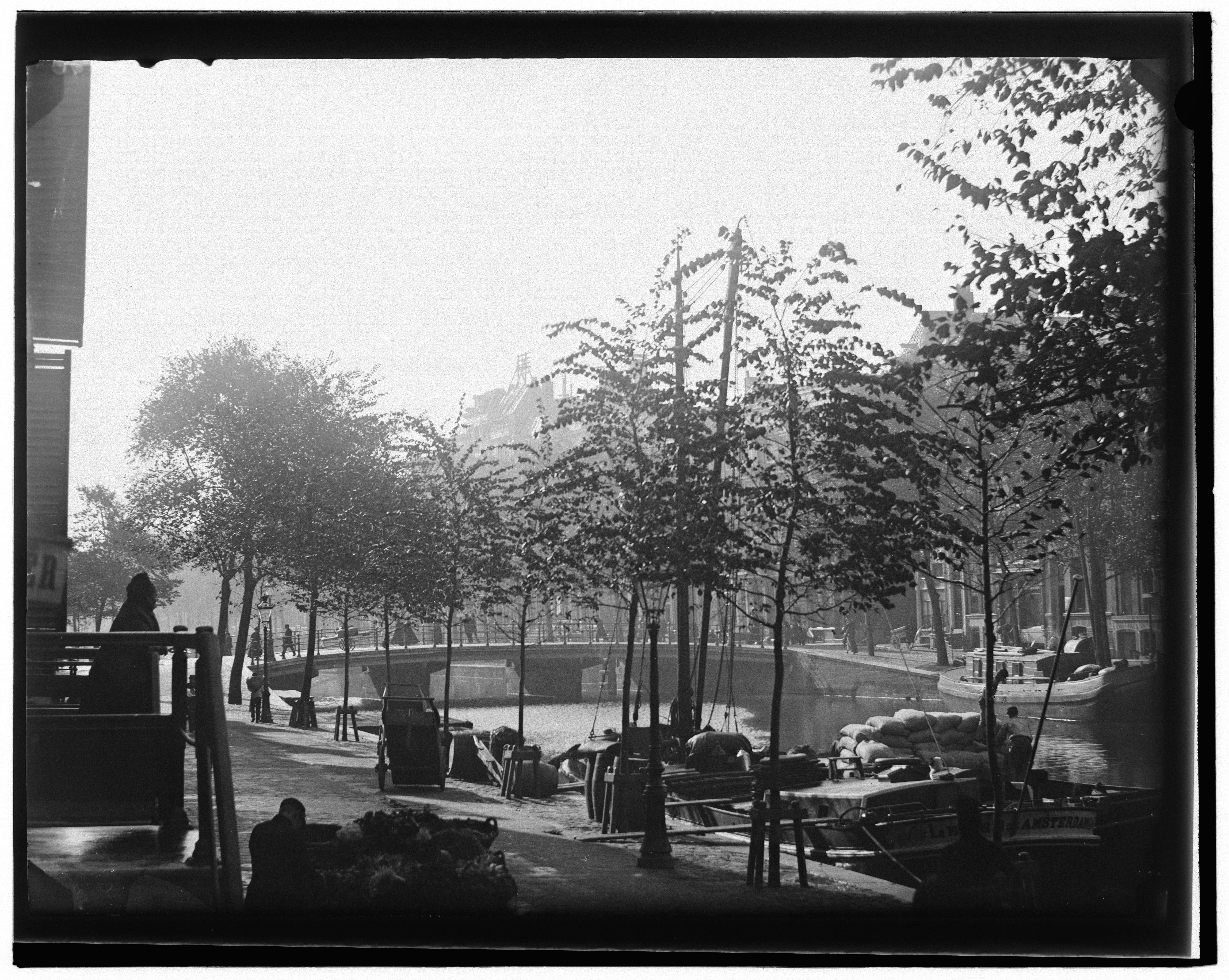
De brug door Jacob Olie in 1890
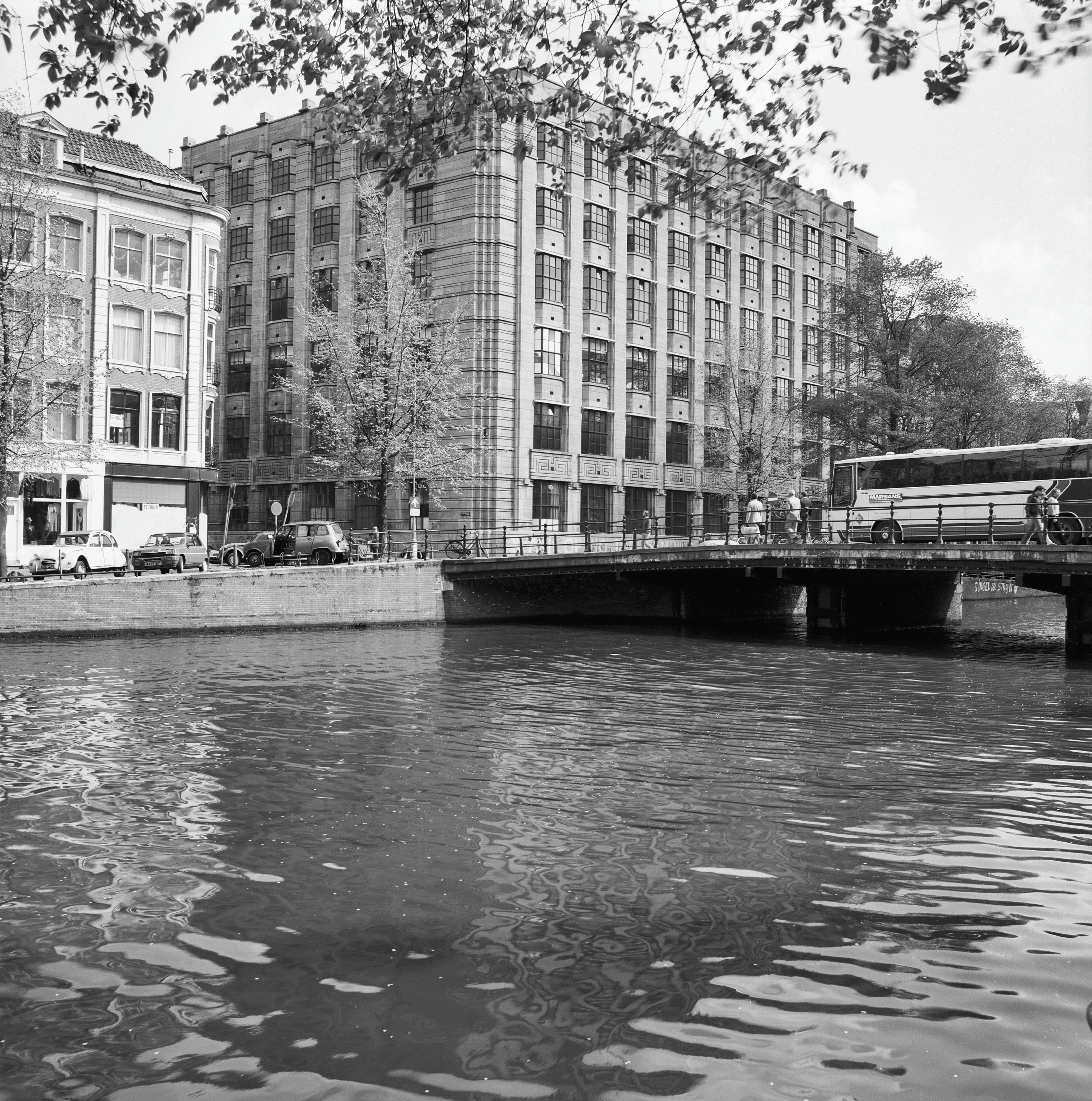
De brug in 1984

1 · 2 · 3 · 4 · 5 · 6 · 7 · 8 · 9 · 10 · 11 · 12 · 13 · 14 · 15 · 16 · 17 · 18 · 19 · 20 · 21 · 22 · 23 · 24 · 25 · 26 · 27 · 28 · 29 · 30 · 31 · 32 · 34 · 35 · 36 · 37 · 38 · 39 · 40 · 41 · 42 · 43 · 44 · 45 · 46 · 47 · 48 · 49 · 50 · 51 · 52 · 53 · 54 · 55 · 56 · 57 · 58 · 59 · 60 · 61 · 62 · 63 · 64 · 65 · 66 · 67 · 68 · 69 · 70 · 71 · 72 · 73 · 74 · 75 · 76 · 77 · 78 · 79 · 80 · 81 · 82 · 84 · 85 · 86 · 87 · 88 · 89 · 90 · 91 · 92 · 93 · 94 · 95 · 96 · 97 · 98 · 99 · >>>
Brugnummers 33 en 83 zijn niet (meer) vergeven